# Malínovka (Karatuzski)
Malínovka (en rus: Малиновка) és un poble del krai de Krasnoiarsk, a Rússia, que el 2012 tenia 42 habitants. Pertany al districte de Karatuzski.